# Pyrausta falcatalis
Pyrausta falcatalis là một loài bướm đêm trong họ Crambidae.